# クロス*ハート
「クロス＊ハート」は、CooRieの10枚目のシングル。2007年1月24日にMellow Headから発売された。

## 概要
前作「いろは」から11か月半ぶりのリリースとなる2007年1作目のシングル。前作に続いてMellow Headレーベルでの発売となる。
表題曲は、テレビアニメ『京四郎と永遠の空』のオープニングテーマとして使用された。テレビアニメのタイアップは前作に次いで2作連続。
CDジャケットには、同アニメに登場するキャラクターの綾小路京四郎、白鳥空、せつなが描かれている。

## 収録曲
（全作詞・作曲：rino）
1. クロス＊ハート [4:15]
編曲：海星響
2. 水玉 [5:11]
編曲：大久保薫
3. クロス＊ハート (instrumental)
4. 水玉 (instrumental)

## 楽曲解説
クロス＊ハート
自身初の4つ打ちの打ちこみによる楽曲であり、「アップテンポな楽曲を作る」というのが製作当初のテーマであったという。自身としては、等身大で歌える赤裸々な詞が気に入っているという。
自身3作目のオリジナルアルバム『旋律のフレア』には2曲目に収録されており、タイアップがオープニングテーマということから、テンポが良くて明るい楽曲なのでアルバムの2曲目に来ることで聴き入る雰囲気が出たと語っている。
水玉
自身が好きなフィリーソウルのような曲を製作したいという想いがあったので、本曲ができあがった時には嬉しかったという。
部屋をイメージした曲で、水玉とは出会いから生まれた温もりが部屋の中にあるからこそ水蒸気になり、窓ガラスに水玉がキラキラしているイメージをして書いた曲である。
当初、弦のアレンジが壮大であったが、自身がスタイリスティックスを好んでいるため、メロディアスなストリングスにしたいと頼み、ストリングスを変更してもらったという。また、その生弦のレコーディングで泣いてしまったと語っている。

## 収録アルバム
| 曲名           | 収録アルバム | 備考                        |
| -------------- | ------------ | --------------------------- |
| クロス＊ハート | 旋律のフレア | 3作目のオリジナルアルバム。 |
| 水玉           | 旋律のフレア | 3作目のオリジナルアルバム。 |